# 宽叶山柳菊
宽叶山柳菊（学名：Hieracium coreanum）是菊科山柳菊属的植物。分布于朝鲜以及中国大陆的辽宁、吉林等地，生长于海拔670米至2,200米的地区，多生于草甸、林下、林缘或草原，目前尚未由人工引种栽培。